# L'Érection de la croix (Rembrandt)
L'Érection de la croix est un tableau peint vers 1633 par le peintre néerlandais Rembrandt. Il est conservé dans la collection de l'Alte Pinakothek, à Munich.
Il a été peint dans le cadre d'une série « passion » commandée en 1633 par Frédéric-Henri d'Orange-Nassau. Avec son pendant, La Descente de croix, il s'agit de l'un des rares tableaux de Rembrandt dont la provenance est ininterrompue de la date d'achèvement jusqu'à aujourd'hui.

## Description et analyse
L'Érection de la croix fait partie d'une série intitulée « Passion », qui suit sur quatre tableaux la Passion du Christ. La série est commandée par Frédéric-Henri d'Orange-Nassau.
Dans une composition très sombre, la croix du Christ, située au premier plan au centre, est érigée depuis la droite par des soldats en armure et des bourreaux, sous la supervision du centurion romain, derrière ce groupe, sur un cheval gris. Ce dernier porte un riche costume oriental et tient une masse, mais demeure dans la pénombre. À gauche de ce personnage se tient un groupe de quatre pharisiens, tandis que viennent à droite les soldats qui amènent les deux voleurs qui se feront crucifier avec le Christ. Celui-ci reçoit sur tout son corps la pleine lumière depuis le ciel, qu'il regarde, demandant pitié. Il n'est pas le seul dans la lumière : l'un des bourreaux qui soutient la croix en l'observant, est le seul autre personnage à sortir de l'obscurité de la scène,.
En prêtant ses traits à ce personnage, qu'il vêtit d'une simple chemise à fentes et d'un béret, Rembrandt chercherait à exprimer l'idée protestante selon laquelle l'humanité tout entière (pas seulement les Romains) est responsable de la mort du Christ,,,,.
Le tableau mesure 96,2 72.2cm. La partie haute en demi-cercle a été enveloppée sur le châssis actuel ; la hauteur originale devait être d'environ 98,2 cm de haut.

## Autoportrait
Rembrandt se représente dans la composition, en donnant son visage au personnage situé au centre de la composition, dans la lumière, en train d'ériger la croix. Rembrandt cherche ici à satisfaire l'amateur : en faisant connaître son visage au travers de nombreux autoportraits, l'amateur peut se prévaloir de reconnaître le peintre quand celui-ci inclut un autoportrait caché dans ses tableaux d'histoire (l'autoportrait dit in assistenza) : c'est aussi le cas dans les commandes La Lapidation de saint Étienne (1625, Musée des Beaux-Arts de Lyon) et Tableau d'histoire (1626, Musée De Lakenhal). C'était une pratique courante, qui consistait aussi pour l'artiste à rester dans l'histoire (memoriae).
L'expression de son visage, grave, où l'on voit le front et les sourcils se contracter en rides, rappelle ses autoportraits gravés Autoportrait aux cheveux ébouriffés (c. 1631) et Autoportrait au béret (c. 1642) ; dans le tableau, Rembrandt porte d'ailleurs le même béret et un habit démodé.

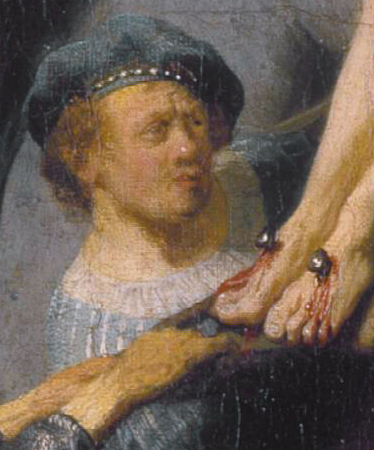
Détail de L'Érection de la croix, dans lequel Rembrandt se représente parmi ceux qui érigent la croix.
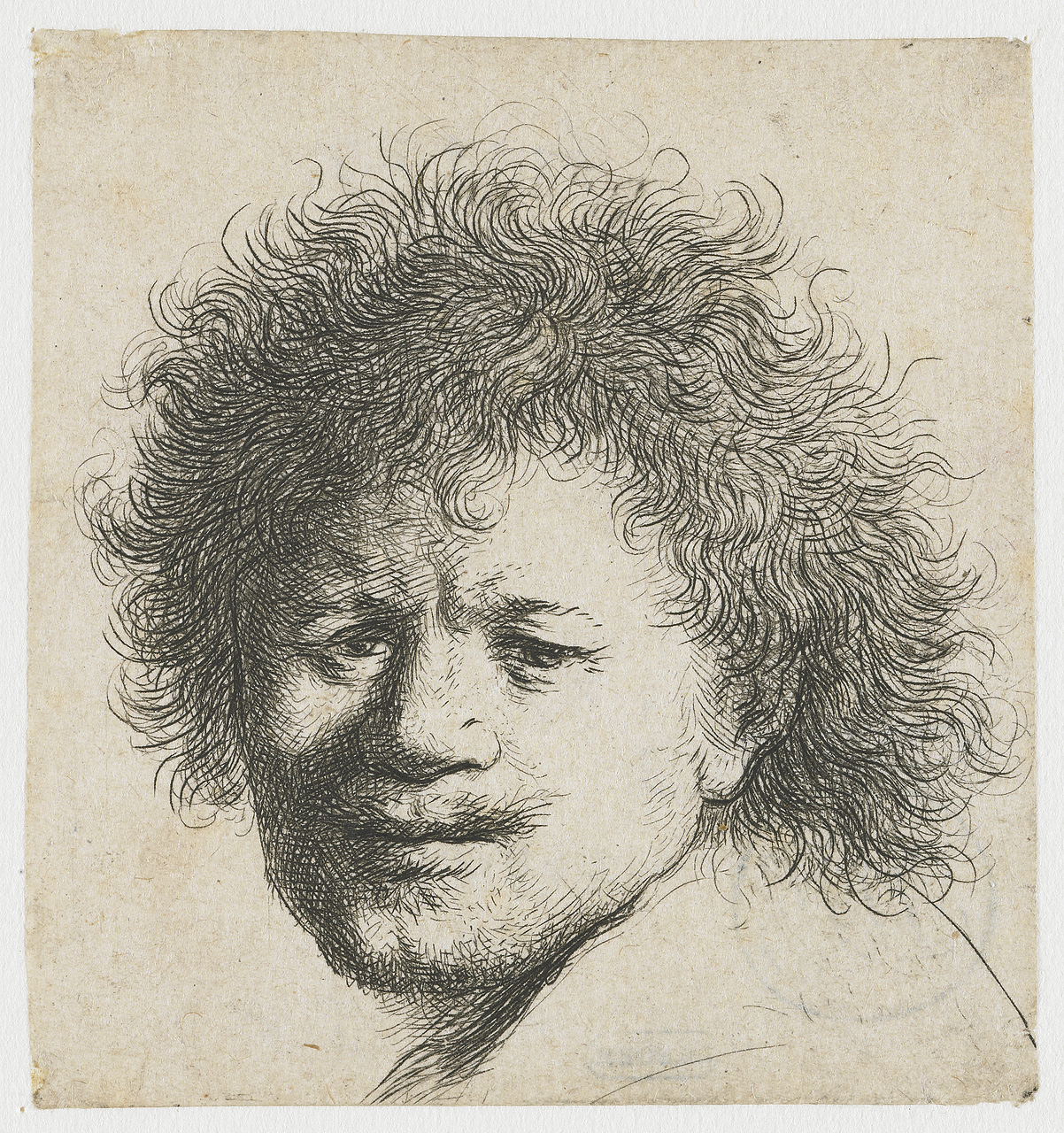
Autoportrait aux cheveux ébouriffés (c. 1631, Rijksmuseum Amsterdam).
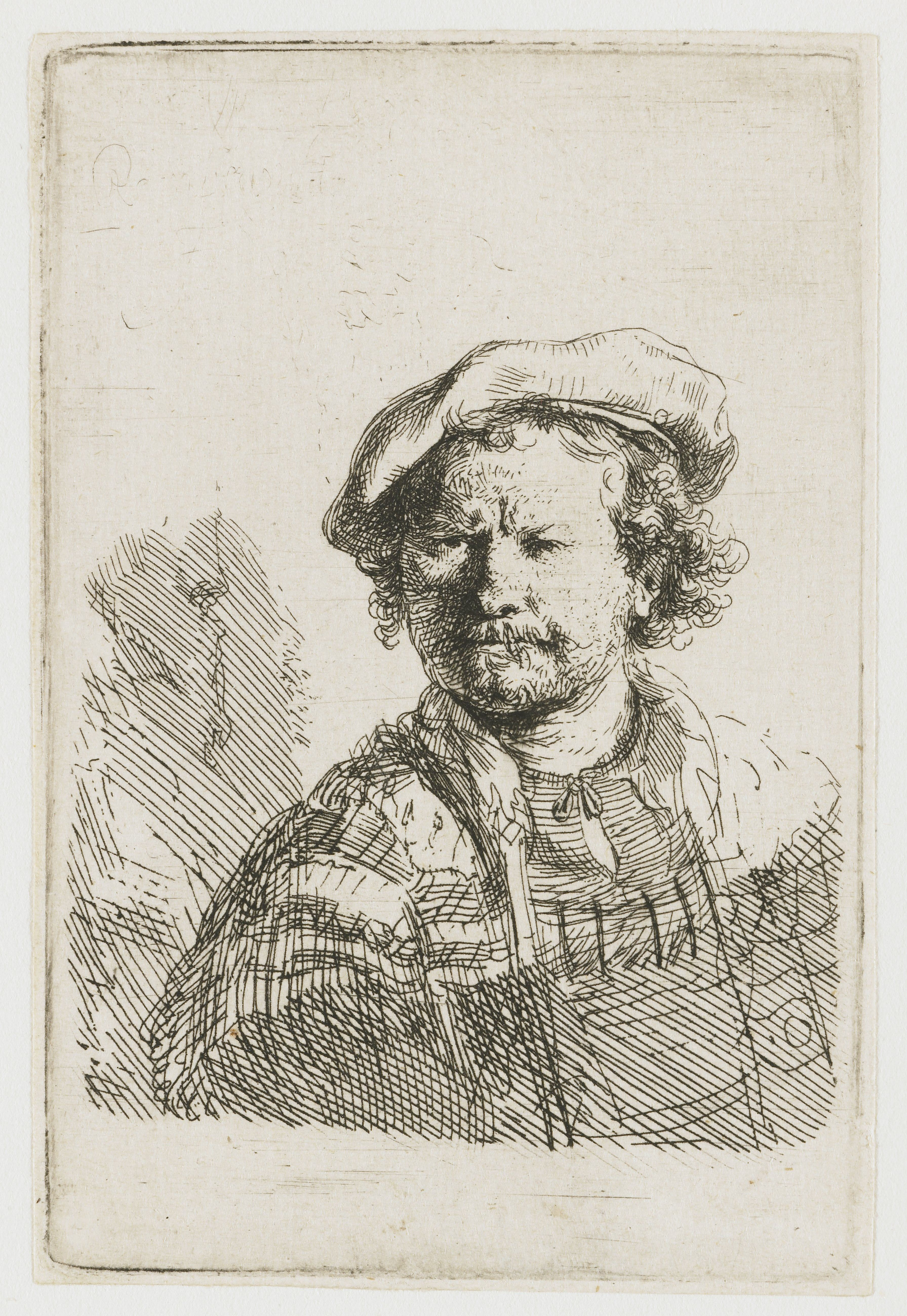
Autoportrait au béret (c. 1642, Rijksmuseum Amsterdam).

## Provenance
Frédéric-Henri d'Orange-Nassau, qui en fait la commande en 1633, le reçoit la même année ou peu après et le conserve dans sa collection de La Haye (Honselaarsdijk) jusqu'à sa mort en 1647 : le tableau passe alors dans la collection de sa veuve, Amélie de Solms-Braunfels, au moins jusqu'en 1668, lorsqu'est réalisé un inventaire de sa collection, à La Haye,. Il n'apparaît pas ensuite dans l'inventaire des biens légués à ses quatre filles en 1675, et sa localisation est un temps incertaine,, mais il se retrouve dans la collection de son petit-fils, Guillaume III d'Orange-Nassau, prince d'Orange et roi d'Angleterre, jusqu'en 1702.
Il est ensuite dans la collection de Jean-Guillaume de Neubourg-Wittelsbach à Düsseldorf. Il meurt en 1716, mais la pièce reste dans sa collection jusqu'à son transfert à Munich en 1806 vers la collection de la Maison de Wittelsbach. Elle intègre ensuite la collection de peintures de l'État de Bavière (de) puis l'Alte Pinakothek en 1836,.

## Un étude rejetée puis réattribuée, mais postérieure
On connaît une autre peinture portant sur exactement le même sujet, qui a d'abord été considéré comme une étude de L'Érection de la croix (acheté en 1921 par Abraham Bredius, le tableau est conservé au musée Bredius et a été inclus dans son catalogue raisonné de 1935). Après avoir été rejetée comme autographe par le Rembrandt Research Project après la mort de Bredius survenue en 1946, il est réattribué au maître par Jeroen Giltaij, bien que la dendrochronologie indique que le bois du panneau n'a pas été abattu avant 1642,.

## Copies
Le tableau a été copié par d'autres artistes :
- Dessin du peintre néerlandais Claes Cornelisz. Moeyaert (n. d., Vienne : Albertina)[3],[15] ;
- Eau-forte de l'artiste allemand Carl Ernst Christoph Hess (de) (c. 1780, Rijksmuseum Amsterdam[3],[16]